# Источна Енглеска
Источна Енглеска (енгл. East of England) једна је од девет регија Енглеске. Постоји од 1994. године, а од 1999 се води статистика везана за њу.
Грофовије које се налазе у Источној Енглеској су:
- Бедфордшир
- Кембриџшир
- Есекс
- Хартфордшир
- Норфок
- Сафок